# F24
F24 er en dansk kæde af ubemandede lavpris brændstofanlæg som ejes og drives af Q8 Danmark som et brand.
Navnet F24 står for fuel 24 timer i døgnet. F24 har 126 anlæg på landsplan.